# Overpass Graffiti
"Overpass Graffiti" is een nummer van de Britse singer-songwriter Ed Sheeran. Het nummer verscheen op zijn album = uit 2021. Op 29 oktober van dat jaar werd het nummer uitgebracht als de derde single van het album.

## Achtergrond
"Overpass Graffiti" is geschreven en geproduceerd door Ed Sheeran, Johnny McDaid en Fred Again. Op 19 augustus 2021 werd aangekondigd dat het nummer op Sheerans vijfde studioalbum = zou verschijnen. Op 29 oktober, dezelfde dag als het album, werd het tevens uitgebracht als de derde single van het album. Die dag verschenen er ook een clip met de tekst van het nummer en een officiële videoclip op YouTube. In de clip spelen sumoworstelaar Yamamotoyama Ryūta en acteur Emilio Rivera een gastrol.
"Overpass Graffiti" bereikte wereldwijd de hitlijsten. In zijn thuisland het Verenigd Koninkrijk werd het het grootste succes met een vierde plaats in de UK Singles Chart, terwijl het in de Amerikaanse Billboard Hot 100 tot plaats 41 kwam. Daarnaast kwam het ook in Australië, Ierland, Kroatië, Nieuw-Zeeland en Polen in de top 10 terecht. In Nederland bereikte de single de zesde plaats in de Top 40 en plaats 28 in de Single Top 100, terwijl in Vlaanderen de elfde plaats in de Ultratop 50 werd gehaald.

## Hitnoteringen

### Nederlandse Top 40
| Hitnotering: 13-11-2021 t/m 14-05-2022 | Hitnotering: 13-11-2021 t/m 14-05-2022 | Hitnotering: 13-11-2021 t/m 14-05-2022 | Hitnotering: 13-11-2021 t/m 14-05-2022 | Hitnotering: 13-11-2021 t/m 14-05-2022 | Hitnotering: 13-11-2021 t/m 14-05-2022 | Hitnotering: 13-11-2021 t/m 14-05-2022 | Hitnotering: 13-11-2021 t/m 14-05-2022 | Hitnotering: 13-11-2021 t/m 14-05-2022 | Hitnotering: 13-11-2021 t/m 14-05-2022 | Hitnotering: 13-11-2021 t/m 14-05-2022 | Hitnotering: 13-11-2021 t/m 14-05-2022 | Hitnotering: 13-11-2021 t/m 14-05-2022 | Hitnotering: 13-11-2021 t/m 14-05-2022 | Hitnotering: 13-11-2021 t/m 14-05-2022 |
| Week                                   | 1                                      | 2                                      | 3                                      | 4                                      | 5                                      | 6                                      | 7                                      | 8                                      | 9                                      | 10                                     | 11                                     | 12                                     | 13                                     | 14                                     |
| -------------------------------------- | -------------------------------------- | -------------------------------------- | -------------------------------------- | -------------------------------------- | -------------------------------------- | -------------------------------------- | -------------------------------------- | -------------------------------------- | -------------------------------------- | -------------------------------------- | -------------------------------------- | -------------------------------------- | -------------------------------------- | -------------------------------------- |
| Nummer                                 | 25                                     | 21                                     | 18                                     | 18                                     | 17                                     | 22                                     | 27                                     | 27                                     | 24                                     | 16                                     | 10                                     | 6                                      | 6                                      | 6                                      |
| Week                                   | 15                                     | 16                                     | 17                                     | 18                                     | 19                                     | 20                                     | 21                                     | 22                                     | 23                                     | 24                                     | 25                                     | 26                                     | 27                                     |                                        |
| Nummer                                 | 7                                      | 7                                      | 6                                      | 8                                      | 8                                      | 7                                      | 6                                      | 9                                      | 11                                     | 18                                     | 24                                     | 27                                     | 33                                     | uit                                    |

### Single Top 100
| Hitnotering: 06-11-2021 t/m 21-05-2022 | Hitnotering: 06-11-2021 t/m 21-05-2022 | Hitnotering: 06-11-2021 t/m 21-05-2022 | Hitnotering: 06-11-2021 t/m 21-05-2022 | Hitnotering: 06-11-2021 t/m 21-05-2022 | Hitnotering: 06-11-2021 t/m 21-05-2022 | Hitnotering: 06-11-2021 t/m 21-05-2022 | Hitnotering: 06-11-2021 t/m 21-05-2022 | Hitnotering: 06-11-2021 t/m 21-05-2022 | Hitnotering: 06-11-2021 t/m 21-05-2022 | Hitnotering: 06-11-2021 t/m 21-05-2022 | Hitnotering: 06-11-2021 t/m 21-05-2022 | Hitnotering: 06-11-2021 t/m 21-05-2022 | Hitnotering: 06-11-2021 t/m 21-05-2022 | Hitnotering: 06-11-2021 t/m 21-05-2022 | Hitnotering: 06-11-2021 t/m 21-05-2022 |
| Week                                   | 1                                      | 2                                      | 3                                      | 4                                      | 5                                      | 6                                      | 7                                      | 8                                      | 9                                      | 10                                     | 11                                     | 12                                     | 13                                     | 14                                     | 15                                     |
| -------------------------------------- | -------------------------------------- | -------------------------------------- | -------------------------------------- | -------------------------------------- | -------------------------------------- | -------------------------------------- | -------------------------------------- | -------------------------------------- | -------------------------------------- | -------------------------------------- | -------------------------------------- | -------------------------------------- | -------------------------------------- | -------------------------------------- | -------------------------------------- |
| Nummer                                 | 28                                     | 38                                     | 33                                     | 35                                     | 38                                     | 48                                     | 58                                     | 63                                     | 81                                     | 40                                     | 40                                     | 41                                     | 37                                     | 38                                     | 36                                     |
| Week                                   | 16                                     | 17                                     | 18                                     | 19                                     | 20                                     | 21                                     | 22                                     | 23                                     | 24                                     | 25                                     | 26                                     | 27                                     | 28                                     | 29                                     |                                        |
| Nummer                                 | 36                                     | 42                                     | 42                                     | 50                                     | 54                                     | 59                                     | 59                                     | 59                                     | 57                                     | 57                                     | 65                                     | 64                                     | 70                                     | 84                                     | uit                                    |

### NPO Radio 2 Top 2000
| Nummer met noteringen in de NPO Radio 2 Top 2000 | '22  | '23  |
| ------------------------------------------------ | ---- | ---- |
| Overpass Graffiti                                | 1087 | 1672 |

1. ↑  Een vetgedrukt getal geeft de hoogste notering aan.
2. ↑  2022 was het eerste jaar met een notering voor dit nummer.
3. ↑  Deze tabel is bijgewerkt tot en met de laatste editie (2024).